# سیاه‌پیتاها
سیاه‌پیتاها (نام علمی: Melampitta) یک گروه از پرندگان تیره‌ای به نام سیاه‌پیتایان (Melampittidae) از پرندگان گینه نو هستند که دارای دو گونه مرموز هستند. این دو گونه در دو سرده یافت می‌شوند، سیاه‌پیتای بزرگ در سرده Megalampitta و سیاه‌پیتای کوچک در سردهٔ Melampitta جای دارند. آنها کمی مورد مطالعه قرار گرفته‌اند و پیش از اینکه در سال ۲۰۱۴ به‌عنوان یک تیر پایه‌گذاری شوند، روابط طبقه‌بندی آنها با پرندگان دیگر نامشخص بود، و زمانی به گونه‌های مختلف مربوط به پیتاها، لیکویان جهان قدیم و پرندگان بهشتی در نظر گرفته می‌شدند.